# روبرت ليزلي براون
روبرت ليزلي براون (بالإنجليزية: Robert Leslie Brown)‏ هو سياسي أسترالي، ولد في 1951 في أستراليا. حزبياً، نشط في Shooters, Fishers and Farmers Party ‏. وقد انتخب عضو المجلس التشريعي نيو ساوث ويلز وانتخب New South Wales Legislative Council ‏.